# Bengtskär
Bengtskär är en kal klippö i Skärgårdshavet i kommunen Kimitoön i Finland. Ön är omkring en hektar stor och har blivit känd för sin fyr. Fyrens lyshöjd är 51 meter över havet och 46 meter över marknivån. Sett till hela byggnadens höjd är det Nordens högsta fyr med en höjd på 49 meter (icke medräknat vindflöjel och antenner). Bengtskärs fyr började uppföras av 120 arbetare år 1906. Graniten bröts på ön för hand och fyren togs i användning i december samma år. Det var efter förlisningen av ångaren S/S Helsingfors 1905 som beslut fattades om att bygga en fyr i området. Byggnaden ritades av arkitekten Florentin Granholm.
I juli 1941 anfölls fyren av sovjetiskt marininfanteri i det dramatiska slaget om Bengtskär.
Fyren var bemannad fram till år 1968 då den automatiserades. Sedan stod den tom fram till år 1995.
Numera ägs fyren av Stiftelsen för Åbo Universitet men är uthyrd och används för turism.

## Bilder

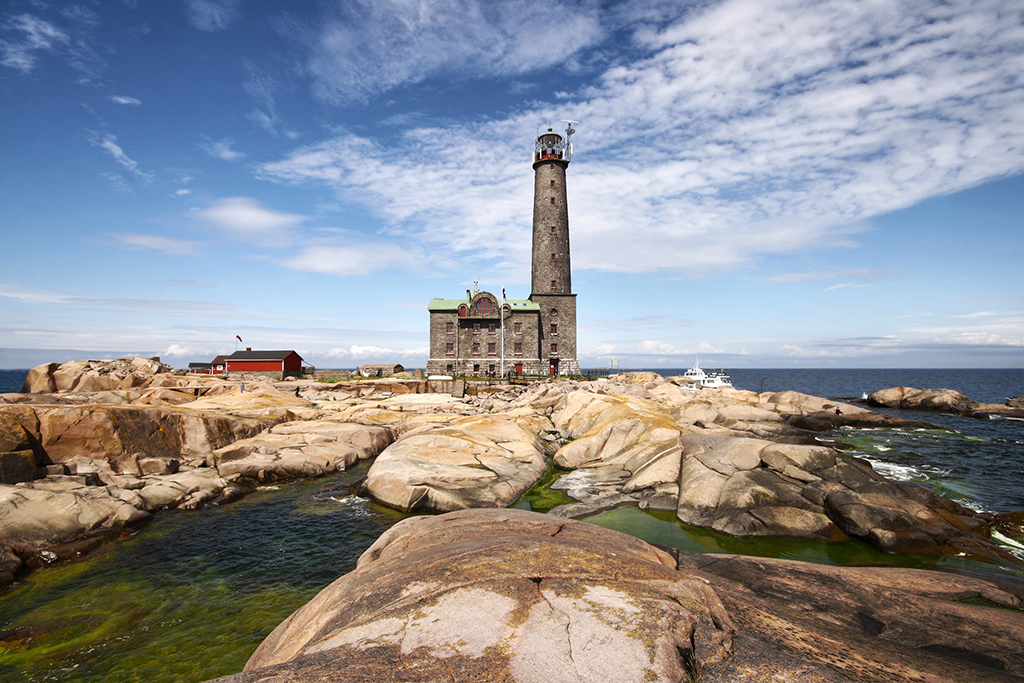
Bengtskär sett från södra udden.
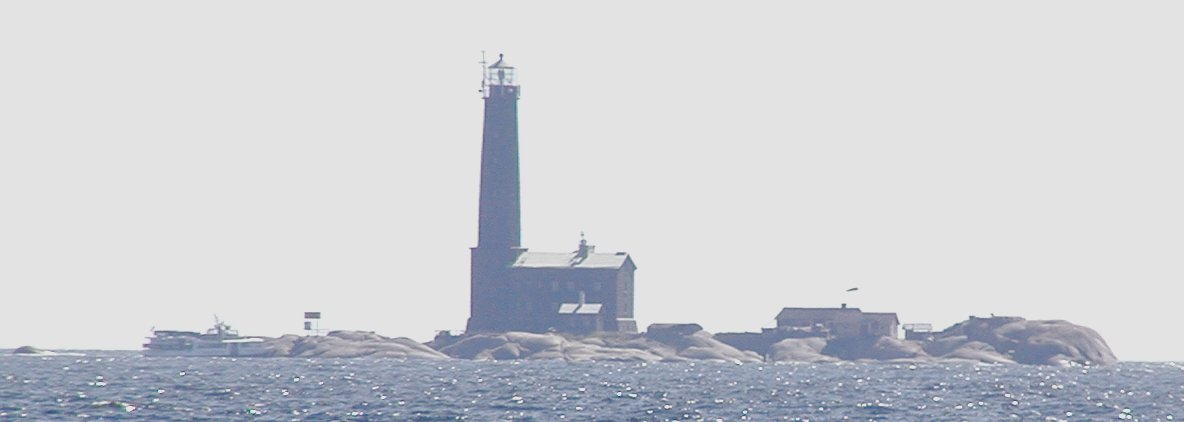
Bengtskär sett från norr.
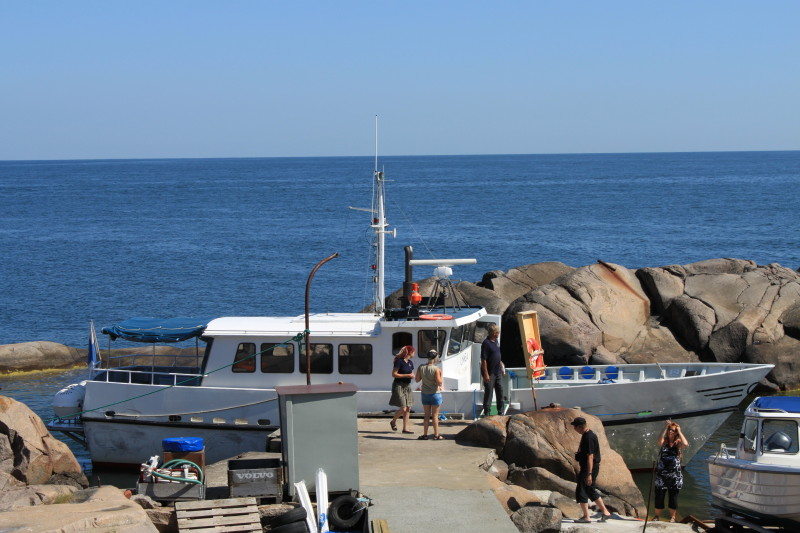
Båt förtöjd vid Bengtskärs brygga.